# Escuela de Artes Plásticas y Audiovisuales (BUAP)
La Escuela de Artes Plásticas y Audiovisuales (BUAP) conocida también como ARPA, forma parte de la Benemérita Universidad Autónoma de Puebla y fue creada en 2013. Es un espacio donde se vincula el arte con la tecnología, mediante su producción y reflexión. Se encuentra ubicada en el Complejo Cultural Universitario.

## Historia
En 2014 el, en ese entonces rector de la BUAP, José Alfonso Esparza Ortiz, entregó un edificio donde hoy día tiene su sede la escuela con la finalidad de fortalecer la estructura y la mayor oferta educativa.

## Objetivos
La escuela busca contribuir al desarrollo de una sociedad libre, a través de la formación de profesionales inteligentes y sensibles, la producción creativa y la reflexión de los fenómenos que vinculan el arte con la tecnología.

## Oferta educativa
- Licenciatura en Arte Digital
- Licenciatura en Artes Plásticas
- Licenciatura en Cinematografía
- Educación continúa

## Reconocimientos
- Primer y tercer lugar en la categoría Videojuegos | Novena edición de la Feria de Proyectos (Fepro).
- Primer lugar en la categoría videoarte por la obra Amor caótico | Certamen Universitario Internacional de Creación Audiovisual, SUROSCOPIA, España.